# Éliane Aubert-Colombani
 (janvier 2019).
Si vous disposez d'ouvrages ou d'articles de référence ou si vous connaissez des sites web de qualité traitant du thème abordé ici, merci de compléter l'article en donnant les références utiles à sa vérifiabilité et en les liant à la section « Notes et références ».
Éliane Aubert-Colombani, née le 24 mai 1934 à Speloncato (Haute-Corse), est une auteure française ayant à son actif plus de 30 romans. 
Petite fille d'un berger corse, mort pour la France durant la Première Guerre mondiale, elle en fera quelques années plus tard l'un de ses thèmes d'écriture de prédilection.

## Biographie
Passionnée de littérature, elle a fait une carrière de professeur de lettres de 30 ans à Gennevilliers dont dix en lycée technique puis en collège. Mère d'un fils, Olivier, elle le rejoint à La Châtre lorsqu'elle prend sa retraite en 1995, où elle réside encore. Sa petite-fille, quant à elle, travaille dans l'édition, ce qui lui donnera l'idée de son ouvrage Et si on parlait d'édition ? paru en 2017.

## Distinctions

### Prix littéraires
Éliane Aubert-Colombani a été lauréate du prix Guy-Vanhor le 5 mai 1973 pour La Perdrière reçu des mains de Georges Lubin à Châteauroux,,.

### Adaptation en spectacle
Georges Buisson a adapté le roman d'Éliane Aubert-Colombani Le Journal d'un collabo en lecture théâtralisée.
Certains textes rappellent que le devoir de mémoire est plus qu'important. Dimanche, le public est venu nombreux à l'espace culturel Jean et Simonne Lacouture, pour la lecture théâtralisée extrait du livre Le journal d'un collabo d'Éliane Aubert-Colombani, adaptée par Georges Buisson.
L'interprétation de Mathilde Kott, accompagnée en musique par Delphine Bordat, n'a laissée personne indifférent. La puissance des mots a renvoyé à un passé, pas si lointain, où un homme ne semble pas perturbé par l'invasion de son pays par les troupes allemandes et qui, bien au contraire, se plait à croire en l'idéologie de l'occupant.

Ce texte a confronté le public à la dure réalité des convictions d'un collabo et ses pulsions abjectes, ainsi qu'à la tragédie de la déportation des juifs. Un texte qui fait aussi réfléchir sur l'actualité et sur la nécessité de se replonger dans le passé pour se rappeler où la haine peut mener.
Extrait du Berry républicain du 28 mars 2017.

## Œuvres
Éliane Aubert-Colombani est l'auteure de plus 30 ouvrages avec comme principaux thèmes la guerre 39-45 et la Corse.
- La Perdrière, Le Cercle d'or, 1971 (ISBN 978-2-7188-0043-1).
- La Perdrière, Romorantin, Marivole éditions, 21 mars 2014, 143 p. (ISBN 978-2-36575-085-1)
- La Guérison, Le Cercle d'or, 1974
- Un homme de la terre, Le Cercle d'or, 1978
- Le Temps des cerises, Maxi-livres-Profrance, 1996 (ISBN 978-2-7434-0771-1). Rééd. L'Harmattan, 2000
- Le Journal d'un collabo, Denoël, 1er septembre 1984 (ISBN 978-2-207-23030-5). Rééd. L'Harmattan
- Les Silences de l'aube, Carrère, 1986 (ISBN 978-2-86804-291-0)
- L'Élève de Clémence, Denoël, 2 février 1989, 224 p. (ISBN 978-2-207-23540-9)
- La Mère allemande, Denoël, 12 février 1991 (ISBN 978-2-207-23817-2)
- Simon le Corse, Critérion, 1994
- Alzheimer au quotidien, L'Harmattan, 2000, 172 p. (ISBN 978-2-7384-7978-5)
- Tuer le juge, L'Harmattan, 2001 (ISBN 978-2-7475-0631-1)
- La Fin du collabo, éditions du Rocher, 2004 (ISBN 978-2-268-04923-6)
- Le Cousin, éditions du Rocher, 2005 (ISBN 978-2-268-05424-7)
- Journal d'un collabo, L'Harmattan, 2006, 221 p. (ISBN 978-2-296-00444-3)
- Journal d'un collabo : 1944, L'Harmattan, 2007 (ISBN 978-2-296-01968-3)
- L'Appel de l'île, Ajaccio, Albiana, 2007, 112 p. (ISBN 978-2-84698-234-4)
- La Buse, Ajaccio, Albiana, 2008, 92 p. (ISBN 978-2-84698-260-3, lire en ligne)
- Éliane Aubert-Colombani, Marcu Biancarelli, Andria Costa, Paul Milleliri, Archange Morelli et Kentaro Okuba, Nouvelles de Corse, Paris, éditions Magellan & Cie, 2008, 134 p. (ISBN 978-2-35074-132-1, lire en ligne)
- L'Âne et le Bon Dieu, Ajaccio, Albiana, 2010, 93 p. (ISBN 978-2-84698-318-1)
- Étoile (roman), Sagnat, Association Fondencre, 2012, 95 p. (ISBN 978-2-9533343-7-1)
- Journal d'un collabo : 1945-1946, Paris, L'Harmattan, 2013, 155 p. (ISBN 978-2-343-00448-8)
- Le Doctorant suivi de Zia Vito, Alès, éditions Jean-Paul Bayol, 2014, 157 p. (ISBN 978-2-916913-38-4, BNF 43858931)
- Le Château du temps perdu (roman), Paris, L'Harmattan, 2015, 134 p. (ISBN 978-2-343-05758-3, lire en ligne)
- Heureux comme Dieu à Gennevilliers (roman), Paris, L'Harmattan, 2015, 145 p. (ISBN 978-2-343-06787-2)
- Éloge d'un bel amour, Jean-Paul Bayol, 2015 (ISBN 978-2-916913-40-7)
- La Guerre à six ans : ou de la rue Béranger à la rue Danton, Paris, L'Harmattan, 2016, 147 p. (ISBN 978-2-343-09281-2)
- La Reconquête, éditions A Fior di a Carta, 2017 (ISBN 979-10-95053-17-0)
- Norbert Paganelli et 52 auteurs dont Éliane Aubert-Colombani (trad. du corse), Musa d'un Populu : florilège de la poésie corse contemporaine, Lormont/18-Saint-Amand-Montrond, éditions Le Bord de l'eau, 2017, 583 p. (ISBN 978-2-35687-545-7, lire en ligne)
- Et si on parlait d'édition ? (essai), Paris, L'Harmattan, 2017, 95 p. (ISBN 978-2-343-13409-3)
- (co) .., Insulaires (poèmes), Bastia/69-Villefranche, Musa, 2018, 48 p. (ISBN 978-2-9559419-1-1 et 2955941913, OCLC 1061248329, lire en ligne)
- Le Curé et la Militante, A fior di carta, 2018 (ISBN 979-10-95053-44-6)
- L'Impuissant, A fior di carta, 2018 (ISBN 979-10-95053-48-4)